# 크라위프 턴

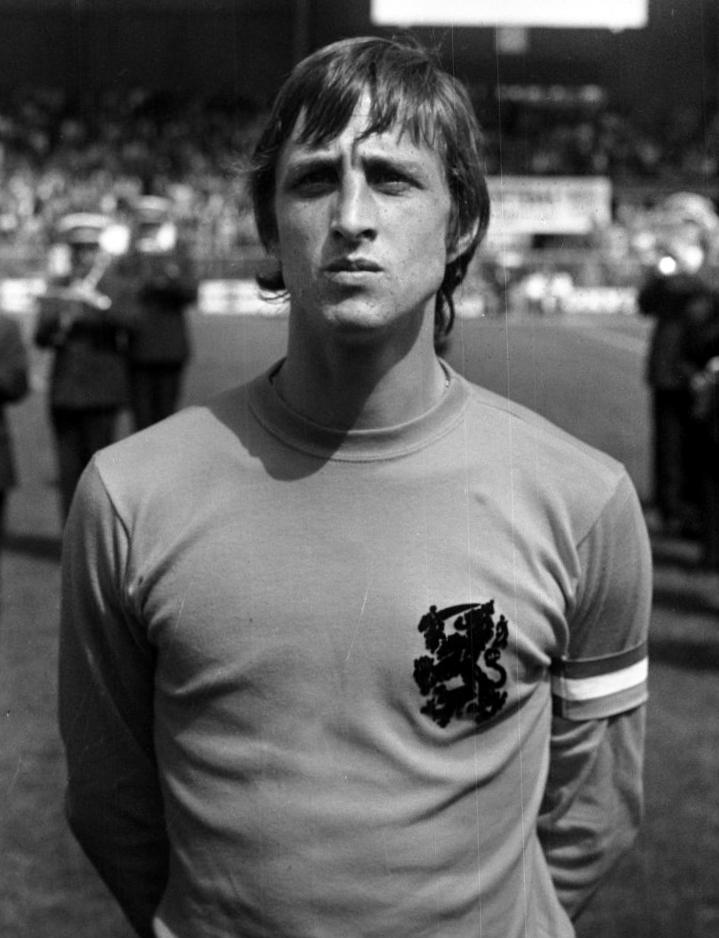
요한 크라위프와 그의 유일한 월드컵 토너먼트(1974)

크라위프 턴(네덜란드어: Cruijff turn)은 축구 드리블 개인기들 중 하나로 팀 동료에게 패스를 하는 척 하면서 180° 도는 기술이다.
네덜란드의 축구 선수 요한 크라위프가 1974년 FIFA 월드컵에서 사용하면서 유명해졌고 그의 이름을 따서 "크라위프 턴"으로 명명되었다. 요한 크라위프가 최초로 이 기술을 최초로 만들었는지는 확실하지 않지만 크라위프가 사용하고 난 후 현대 축구 경기에서 선수들이 많이 사용하는 드리블 트릭들 중 하나가 되었다.

## 같이 보기
- 마르세유 턴